# Eleccions legislatives luxemburgueses de 1948
El 6 de juny de 1948 es van celebrar unes eleccions legislatives parcials a Luxemburg, on es van escollir 26 dels 51 escons de la Cambra de Diputats al centre i al nord del país. El Partit Popular Social Cristià va aconseguir 9 dels 26 escons, reduint el seu nombre total de 25 a 22.

## Resultats
| Partit                              | Vots    | %    | Escons  | Escons    | Escons |
| Partit                              | Vots    | %    | Elegits | Nou total | +/–    |
| ----------------------------------- | ------- | ---- | ------- | --------- | ------ |
| Partit Socialista dels Treballadors | 481,755 | 37.8 | 10      | 15        | +4     |
| Partit Popular Social Cristià       | 386,972 | 36.3 | 9       | 22        | –3     |
| Partit Comunista de Luxemburg       | 195,956 | 14.3 | 4       | 5         | 0      |
| Partit Patriòtic i Democràtic       | 97,415  | 11.6 | 3       | 9         | 0      |
| Nuls/vots en blanc                  | 4,221   | –    | –       | –         | –      |
| Total                               | 77,895  | 100  | 26      | 51        | 0      |
| Vots registrats                     | 84,724  | 91.9 | –       | –         | –      |
| Font: Nohlen & Stöver               |         |      |         |           |        |